# Telamoptilia cathedraea
Telamoptilia cathedraea är en fjärilsart som först beskrevs av Edward Meyrick 1908.  Telamoptilia cathedraea ingår i släktet Telamoptilia och familjen styltmalar.
Artens utbredningsområde är:
- Madagaskar.
- Taiwan.

Inga underarter finns listade i Catalogue of Life.